# Самуэльссон, Самули
Самули Калеви Самуэльссон (фин. Samuli Kalevi Samuelsson; род. 23 июня 1995, Икаалинен, Финляндия) — финский легкоатлет, специализирующийся в спринтерском беге. Двукратный чемпион Финляндии.

## Биография
Начал заниматься лёгкой атлетикой в 15 лет под руководством своего отца, Харри Самуэльссона, и тренера Маури Саломяки. Спустя два года уже считался одним из самых перспективных спринтеров Финляндии: выигрывал юношеские первенства страны, выступал за сборную на матчевых встречах против Швеции.
В 2014 году участвовал в юниорском чемпионате мира, но не смог пробиться дальше предварительных забегов на дистанциях 100 и 200 метров.
На молодёжном чемпионате Европы 2015 года вышел в финал в беге на 200 метров, где финишировал шестым.
Участвовал в чемпионате Европы 2016 года: в беге на 200 метров показал 19-е время в забегах и не попал в полуфинал, а в эстафете 4×100 метров вместе с товарищами по сборной занял предпоследнее, 15-е место.

## Основные результаты
| Год  | Турнир                          | Место проведения      | Дисциплина       | Место       | Результат |
| ---- | ------------------------------- | --------------------- | ---------------- | ----------- | --------- |
| 2013 | Чемпионат Европы среди юниоров  | Риети, Италия         | эстафета 4×100 м | 8-е (заб.)  | 40,33     |
| 2014 | Чемпионат мира среди юниоров    | Юджин, США            | 100 м            | 37-е (заб.) | 10,78     |
| 2014 | Чемпионат мира среди юниоров    | Юджин, США            | 200 м            | 37-е (заб.) | 21,53     |
| 2015 | Командный чемпионат Европы      | Чебоксары, Россия     | 100 м            | 10-е        | 10,85     |
| 2015 | Командный чемпионат Европы      | Чебоксары, Россия     | 200 м            | 9-е         | 21,08     |
| 2015 | Командный чемпионат Европы      | Чебоксары, Россия     | эстафета 4×100 м | 10-е        | 39,45     |
| 2015 | Чемпионат Европы среди молодёжи | Таллин, Эстония       | 200 м            | 6-е         | 20,90     |
| 2015 | Чемпионат Европы среди молодёжи | Таллин, Эстония       | эстафета 4×100 м | — (заб.)    | DNF       |
| 2016 | Чемпионат Европы                | Амстердам, Нидерланды | 200 м            | 29-е (заб.) | 21,36     |
| 2016 | Чемпионат Европы                | Амстердам, Нидерланды | эстафета 4×100 м | 15-е (заб.) | 39,68     |